# Niedersächsisches Staatsorchester Hannover
Das Niedersächsische Staatsorchester Hannover ist ein Staatsorchester in der niedersächsischen Landeshauptstadt Hannover. Es ist das Orchester des Opernhauses Hannover.

## Geschichte
Im Jahr 1636 wurde es von Herzog Georg von Calenberg als Hofkapelle gegründet. Seit dem 1. Januar 1970 gehört es zur Niedersächsischen Staatstheater Hannover GmbH. Derzeit hat es 105 Mitglieder (Stand 2020).
Neben täglich wechselnden Opern- und Ballettvorstellungen werden pro Spielzeit acht Sinfoniekonzerte sowie zahlreiche Sonderkonzerte, Kinder-, Jugend- und Kammerkonzerte erarbeitet. Solisten für die Sinfoniekonzerte waren in den vergangenen Jahren unter anderem Yehudi Menuhin, Pinchas Zukerman, Viktor Tretjakow, Christian Tetzlaff, Antje Weithaas und Baiba Skride.
Das Orchester gastiert immer wieder im Ausland.

## Generalmusikdirektoren
- Johannes Schüler (1949–1960)
- Günther Wich (1961–1965)
- George Alexander Albrecht (1965–1993)
- Christof Prick (1993–1996)
- Andreas Delfs (1995–2000)
- Hans Urbanek (2000/2001)
- Shao-Chia Lü (2001–2006)
- Wolfgang Bozic (2006–2011)
- Karen Kamensek (2011–2016)
- Ivan Repušić (2016–2019)[3]
- Stephan Zilias (seit 2020)[4]